# Зінедін Ферхат
Зінедін Ферхат (араб. زین‌الدین فرحات, нар. 1 березня 1993, Бурдж-Менаїель) — алжирський футболіст, правий вінгер клубу «Аланіяспор».

## Клубна кар'єра
Народився 1 березня 1993 року. Вихованець футбольної школи «ФАФ».
У дорослому футболі дебютував 2011 року виступами за команду клубу «УСМ Алжир», кольори якої захищає й донині.

## Виступи за збірні
2010 року дебютував у складі юнацької збірної Алжиру, взяв участь в одній грі на юнацькому рівні, в якій відзначався забитим голом.
Протягом 2010–2013 років залучався до складу молодіжної збірної Алжиру. На молодіжному рівні зіграв у 17 офіційних матчах, забив 2 голи.
2014 року дебютував в офіційних матчах у складі національної збірної Алжиру.